# Оберемко, Елена Викторовна
Еле́на Ви́кторовна Обере́мко (укр. Олёна Вікторівна Оберемко, род. 26 августа 1973, Фрунзе) — советская и украинская баскетболистка, форвард. Участница летних Олимпийских игр 1996 года, чемпионка Европы 1995 года.

## Биография
Елена Оберемко родилась 26 августа 1973 года в городе Фрунзе (сейчас Бишкек в Кыргызстане).
Играла в баскетбол за киевское «Динамо».
В 1992 году в составе сборной СНГ завоевала золотую медаль чемпионата Европы среди девушек до 18 лет, проходившего в Греции. Провела 6 матчей, набрала 32 очка.
В 1995 году в составе женской сборной Украины завоевала золотую медаль чемпионата Европы в Чехии. Провела 3 матча, сыграв в сумме 18 минут, набрала 1 очко в поединке со сборной Венгрии.
В 1996 году вошла в состав женской сборной Украины по баскетболу на летних Олимпийских играх в Атланте, занявшей 4-е место. Играла по позиции форварда, провела 5 матчей, набрала 12 очков (6 — в матче со сборной Австралии, по 2 — с Заиром, Кубой и Бразилией).